# Short 360
Short 360 — британський легкий двомоторний турбогвинтовий літак виробництва компанії Short Brothers з Белфаста, Північна Ірландія. Використовується переважно для перевезення пасажирів чи вантажу на короткі відстані. Літак є збільшеною і покращеною версією моделі Short 330. Здатен перевозити до 39 пасажирів чи до 3500 кг вантажу, на відстань до 1595 кілометрів.

## Технічний опис
Двомоторний суцільнометалевий підкосний високоплан, з класичним хвостовим оперенням. Характерними рисами цього літака є дебелий фюзеляж, майже квадратної форми в поперечному перерізі (спецефічна форма фюзеляжу вперше була застосована на Short SC.7 Skyvan, і була наслідувана для всіх моделей, створених пізніше на його базі) і розміщення всіх паливних баків над стелею вантажного відсіку. Шасі трьохопорне з носовим колесом, в польоті прибирається. Силова установка складається з 2 турбогвинтових двигунів. 

## Див. Також

### Споріднені моделі
- Short 330
- Short C-23 Sherpa

### Схожі літаки
- Ан-38
- Let L-610